# Marius Bechen
Marius Bechen (* 1985 in Köln) ist ein deutscher Schauspieler.

## Leben
Marius Bechen absolvierte sein Schauspielstudium von 2007 bis 2011 an der Arturo Schauspielschule in Köln. Bereits während seines Studiums trat er 2010 am Theater im Bauturm auf. Es folgten mehrere Produktionen am Freien Werkstatt Theater Köln (FWT) und am Bauturm.
2014 gewann er gemeinsam mit der freien Schauspielgruppe „Acting Accomplices“ den Kölner Theaterpreis mit der Produktion Der Freund krank.
2016 gastierte er am Stadttheater Bielefeld als Butler Frid in dem Musical A Little Night Music.
Seit 2017 tritt er regelmäßig am Comedia Theater in Köln auf, wo er in den Produktionen Krabat, Heldenzentrale und Agentur für Diebstahl zu sehen war. Mit der Inszenierung Heldenzentrale gastierte er 2019 bei den Ruhrfestspielen Recklinghausen. In der Spielzeit 2018/19 gastierte er am Kammertheater Karlsruhe und an der Comödie Dresden in der Hauptrolle des Johannes in der Boulevardkomödie Der Stripper. Im Juni 2020 spielte er im FWT den viktorianischen Anwalt Edward Carson in der Produktion Der Fall Oscar Wilde.
In der Spielzeit 2021/22 ist er als Charlie Babbitt in Rain Man an der Landesbühne Rheinland-Pfalz engagiert.
Bechen ist außerdem in verschiedenen TV-Produktionen zu sehen. In der 8. Staffel der ZDF-Serie Bettys Diagnose (2021) übernahm er eine Episodenrolle als Inhaber einer Trennungsagentur, der für eine Klientin deren Verlobten, den türkischen Patienten Can Akay (Cem-Ali Gültekin), loswerden soll. Er arbeitet auch als Synchronsprecher und als Hörbuchsprecher.
Marius Bechen lebt in Köln.

## Filmografie (Auswahl)
- 2011: Zeit & Friedfertigkeit (Kurzfilm)
- 2019: Daheim in den Bergen – Schwesternliebe (Fernsehreihe)
- 2021: Bettys Diagnose: Beziehung mit Hindernissen (Fernsehserie, eine Folge)